# Махмудов, Азизулло
Азизулло Махмудов (род. 5 января 1988, Андижан) — узбекистанский футболист, защитник.

## Биография
В 2007 году выступал за «Уз-Донг-Жу» из Андижана, который стал победителем Первой лиги Узбекистана и получил право выступать в Высшей лиге страны. Махмудов являлся игроком основного состава, сыграв в 27 играх чемпионата, однако «Уз-Донг-Жу» занял последнее 16 место и вылетел в Первую лигу. С 2009 по 2010 год выступал за «Андижан». В 2011 году являлся игроком киргизского клуба «Абдыш-Ата». По итогам сезона Азизулло был включён в символическую сборную лучших легионеров чемпионата Кыргызстана. После этого в течение нескольких месяцев играл за измирскую «Каршияку», приняв участие в двух играх Первой лиги Турции. В декабре 2011 года контракт с Махмудовым был расторгнут.